# Sả đuôi trĩ mỏ rộng
Sả đuôi trĩ mỏ rộng tên khoa học Electron platyrhynchum, là một loài chim trong họ Momotidae.